# 北上バイパス
北上バイパス（きたかみバイパス）は、国道4号のバイパス道路である。

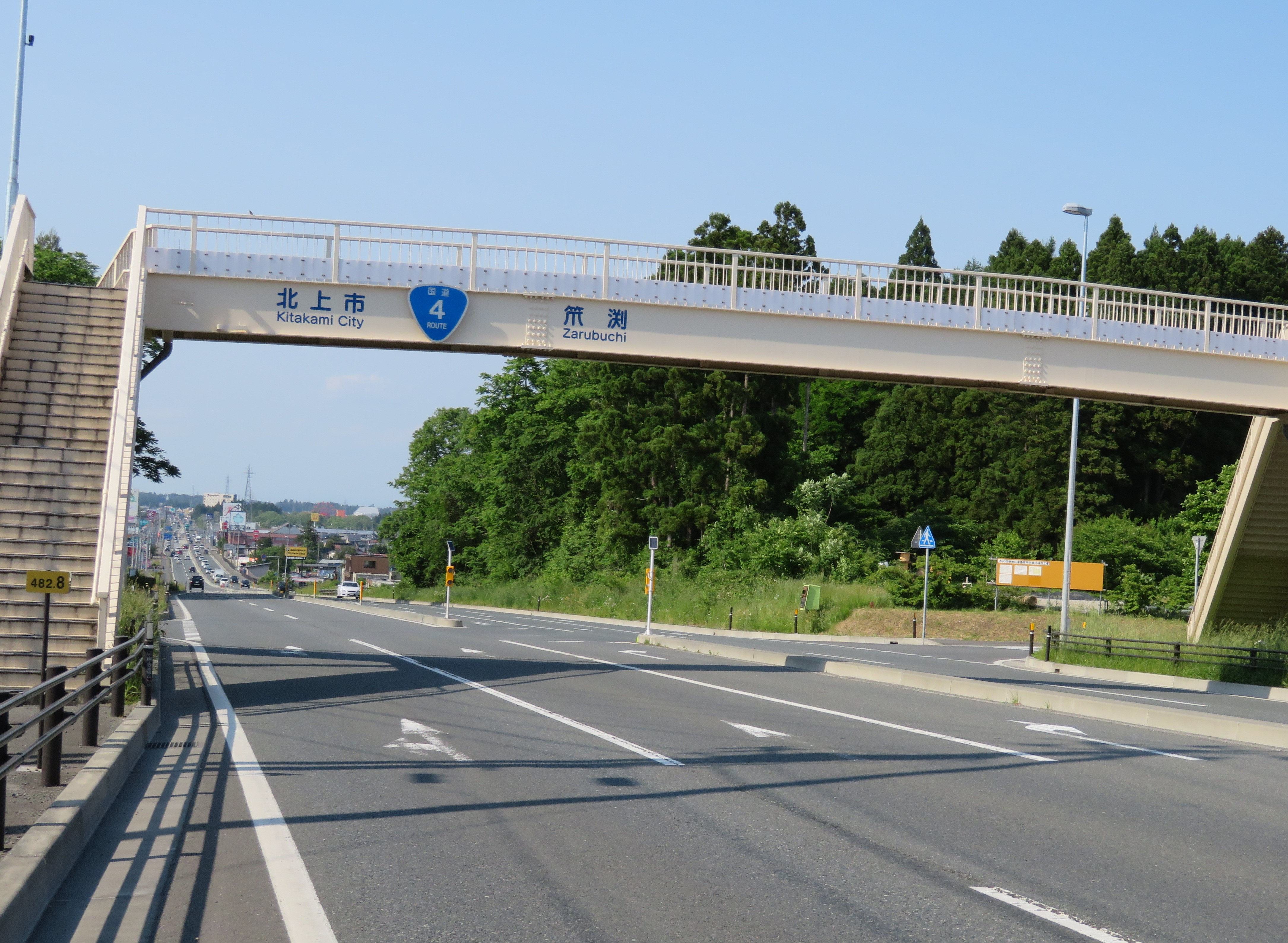
北上市笊渕歩道橋付近

## 概要

### 道路諸元
- 起点：岩手県北上市相去町字笹長根（岩手県道50号北上金ケ崎インター線及び岩手県道254号相去飯豊線との交点）
- 終点：岩手県北上市飯豊町村崎野19地割（岩手県道252号清水野村崎野線との交点）
- 延長：L=12.2 km
- 道路規格
  - 現道：第3種第4級
  - 改良後：第3種第1級
- 設計速度：80 km/h
- 道路幅員
  - 起点 - 和賀大橋（和賀大橋含まず）：W=26.0 m
  - 和賀大橋 - 終点：20.0 m
- 車線幅員：W=3.5 m
  - 起点 - 和賀大橋（和賀大橋含まず）：W=3.5 m
  - 和賀大橋 - 終点：3.25 m
- 設計速度：V=80 km/h

### 概説
北上市街地における交通混雑対策のため北上駅を迂回するバイパス道路として整備され、1974年（昭和49年）までに全線が暫定開通。その後も増大する交通量に対応するため北上拡幅として4車線化事業が進められ、現状で和賀川に架かる和賀大橋を境に北半分は片側2車線（一部中央分離帯付き）、南半分は片側1車線で整備されている。しかし近年相去地区に岩手県内にある運動公園では最大規模となる北上総合運動公園が整備され各種大会開催時を中心に交通量が一層急増した事、さらにその南隣・相去町地区（北上金ヶ崎インターチェンジ周辺）には大規模工業団地が造成された事から南半分も片側2車線化と歩道拡幅の工事が進められており、途中の大堤十字路には歩行者用横断地下道を整備。2005年（平成17年）12月14日には途中の和賀大橋も片側2車線化された。現在は金ケ崎町との境界までの3.0 km区間について4車線化拡幅が進められており、現在は相去地区において用地買収等を推進中。全線の拡幅は当初2023年度（令和5年度）内を予定していたが軟弱地盤のため困難となり、2024年（令和6年）3月9日に南部工業団地口交差点から洞泉寺前交差点の区間が4車線化された。残る区間については2025年度（令和7年度）に4車線化予定である。
当該道路の整備主体・管理主体はいずれも国土交通省東北地方整備局岩手河川国道事務所で、現在進められる4車線化事業の事業費見込は約180億円で2030年度時点の計画交通量は27,000台/日、費用便益分析の結果B/C=1.6であった。なお、当該区間の実績交通量は、国土交通省道路局平成17年度道路交通センサスによれば平日24時間交通量で26,353台（於:北上市江釣子北鬼柳町第33地割）となっている。

## 交差する道路など
| 施設名                       | 接続路線など                                             | 車線数 （供用/計画） | 最高速度 (km/h) |
| ---------------------------- | -------------------------------------------------------- | -------------------- | --------------- |
| 国道4号 一関・水沢方面へ直通 |                                                          |                      |                 |
|                              | 岩手県道50号北上金ケ崎インター線 岩手県道254号相去飯豊線 | 2/4（4車線区間あり） |                 |
| 鬼柳中央                     | 岩手県道225号北上和賀線                                  | 2/4（4車線区間あり） |                 |
| 和賀大橋                     | 和賀川                                                   | 4/4                  |                 |
| 有田町                       | 国道107号                                                | 4/4                  |                 |
| 黒沢尻跨線橋                 | 北上線                                                   | 4/4                  |                 |
|                              | 岩手県道254号相去飯豊線                                  | 4/4                  |                 |
|                              | 岩手県道252号清水野村崎野線                              | 4/4                  |                 |
| 国道4号 盛岡・花巻方面へ直通 |                                                          |                      |                 |

## 歴史
- 1966年（昭和41年）9月13日：工事着手[6]。
- 1968年（昭和43年）11月15日：堤ケ丘 - 駅口間が開通[6]。
- 1969年（昭和44年）4月25日：和賀川を渡る「和賀大橋」が完成[6]。
- 1974年（昭和49年）4月20日：暫定2車線にて全線開通[6]。
- 1982年度（昭和57年度）：終点側の6.2 kmにおいて4車線化拡幅事業着手および工事着手。
- 1983年（昭和58年）3月：L=0.75 km区間4車線供用。
- 1983年度（昭和58年度）：用地着手。
- 1984年（昭和59年）3月：L=0.35 km区間およびL=0.1 km区間4車線供用。
- 1985年（昭和60年）3月：L=0.4 km区間4車線供用。
- 1986年（昭和61年）3月：L=0.4 km区間4車線供用。
- 1987年（昭和62年）
  - 3月：L=0.6 km区間4車線供用。
  - 12月：L=1.0 km区間4車線供用。
- 1988年（昭和63年）12月：L=0.5 km区間4車線供用。
- 1990年（平成2年）1月：L=0.6 km区間4車線供用。
- 1991年（平成3年）3月：L=0.2 km区間4車線供用。
- 1994年（平成6年）1月：L=0.3 km区間4車線供用。
- 1995年度（平成7年度）：都市計画決定および起点側のL=6.0 km区間で事業着手。
- 1996年（平成8年）3月：L=1.0 km区間4車線供用に伴い、先に事業化されていたL=6.0 km区間の拡幅事業は全て完了。
- 1999年（平成11年）3月：北上総合運動公園前（L=0.9 km）4車線供用。
- 2003年（平成15年）7月25日：北上市大堤西1丁目地内（L=0.2 km）4車線供用。
- 2005年（平成17年）12月14日：下鬼柳-北鬼柳地内の和賀大橋(L=0.515 km)の拡幅工事が完了し、4車線供用。
- 2008年（平成20年）3月28日：北上市鬼柳町笊渕 - 同市鬼柳町都鳥間（L=0.6 km）4車線供用[7]。
- 2010年（平成22年）
  - 3月31日：北上市大堤西1丁目 - 同市鬼柳町笊渕地のうち、笊渕橋を除く区間（L=0.59 km）4車線供用[8]。
  - 7月10日：笊渕橋を含む北上市鬼柳町笊渕地内（L=0.21 km）4車線供用[9]。
- 2024年（令和6年）3月9日：洞泉寺前交差点 - 南部工業団地口交差点 （L=0.5 km）4車線供用[4]。

### 開通予定年度
- 2025年度（令和7年度）：赤鳥居前交差点 - 洞泉寺前交差点（延長2.5 km）4車線化[5]